# Instituto de Investigación Bíblica
El Instituto de Investigación Bíblica (en inglés, Biblical Research Institute o BRI), es un departamento de servicio de la Iglesia Adventista del Séptimo Día que funciona como el órgano consultor teológico de la Asociación General (AG) de la Iglesia. Entre sus funciones específicas se encuentran la investigación, la apologética (defensa de las creencias), la difusión de material erudito, y el intercambio con otros cuerpos especializados en ciencia, religión y educación. Actualmente el BRI está compuesto por cinco teólogos permanentes que se desempeñan en la sede de la Asociación General en Silver Spring, Maryland, EE. UU. 

## Funciones
El Instituto de Investigación Bíblica promueve el estudio y la práctica de la teología adventista y el estilo de vida según lo entiende la Iglesia mundial. Una porción significativa del trabajo del BRI consiste en colaborar con los Comités de Investigación Bíblica pertenecientes a cada División de la Iglesia, y en dar presentaciones sobre temas bíblicos teológicos en varios eventos diferentes alrededor del mundo. El Instituto también desarrolla y provee de recursos teológicos a los administradores de la AG y a la Iglesia mundial.
Se abordan, además, áreas doctrinales y teológicas para mejorar la comprensión y generar compromiso con las verdades de las Biblia. El Instituto también fomenta el diálogo con la comunidad teológica Adventista del Séptimo Día en aras de la unidad doctrinal y teológica de la Iglesia mundial. El BRI también opera el Comité del Instituto de Investigación Bíblica (BRICOM), que es un Comité asesor en materia teológica que es liderado por un vicepresidente de la AG. En la actualidad BRICOM consta de unos 45 a 46 miembros de todo el mundo, además de sus miembros ex officio, tales como oficiales de la AG.
El BRI también trabaja conjuntamente con el Instituto de Investigación en Geociencias (GRI por sus siglas en inglés) en el Consejo de Fe y Ciencia (Faith and Science Council) en temas de interés común, y es dirigido por un representante del grupo Presidencial de la AG.
En la actualidad, el staff del BRI está compuesto por:
- Elías Brasil de Souza (director). Especialidades: Antiguo Testamento, doctrina del Santuario, hermenéutica
- Kwabena Donkor (director asociado). Especialidades: teología sistemática, filosofía cristiana, método teológico, hermenéutica
- Frank M. Hasel (director asociado). Especialidades: teología sistemática, hermenéutica bíblica, teología bíblica
- Ekkehardt Mueller (director asociado). Especialidades: Nuevo Testamento, Apocalipsis, hermenéutica, teología práctica
- Clinton Wahlen (director asociado). Especialidades: Nuevo Testamento, teología bíblica y hermenéutica, historia Adventista, escritos de Elena de White.
- Ángel M. Rodríguez (director asociado part-time): Especialidades: Antiguo Testamento, doctrina del Santuario y de la expiación, teología del Antiguo Testamento.

## Publicaciones
El Instituto publica una gran cantidad de artículos, revistas y reportes apologéticos, entre los cuáles se destacan:
- El boletín Reflexiones (Reflections en inglés) publicado trimestralmente, aunque no se traduce regularmente al castellano.
- Artículos escritos sobre temas varios por sus integrantes.
- Libros Archivado el 22 de julio de 2020 en Wayback Machine.
- Contributions to Faith and Science Council Publications.

## Historia
El Instituto de Investigación Bíblica (BRI) fue establecido por la AG el 25 de septiembre de 1975. En el transcurso de las tres décadas anteriores a su fundación, se formaron varios comités para estudiar cuestiones bíblicas, producir recursos bíblicos para la Iglesia y responder a cuestionamientos teológicos suscitados por diversos grupos alrededor del mundo. A raíz de esto, se volvió evidente que la Iglesia necesitaba un grupo permanente y profesional de teólogos bíblicos. Algunos de los comités precursores fueron: 

### Precursores y otros comités (1919 - 1953)
Entre los precursores del BRI se encuentran:
- Comité que realizaba "cierto trabajo de Investigación"[1] en 1938, luego fue denominado "Advent Research Committee",[2] y en marzo de 1953 fue llamado "Historical Research Committee".[3] Entre sus actividades estuvo el estudio de la cronología de Esdras 7,[4]
- Comité para el estudio y republicación del libro "Daniel and Revelation" escrito por de Urias Smith. Fue establecido inicialmente en 1940[5] y aprobado en el Concilio de Otoño de 1941.[6]
- Comité de estudio de varios temas del libro del Daniel, establecido en enero de 1943[7][8]  y dirigido por H. M. Blunden.[9]
- Comité de Problemáticas en la Traducción de la Biblia. Este comité, compuesto por miembros de la AG y otras instituciones, se estableció en julio de 1953 poco después de la publicación de la versión en inglés de la Biblia conocida como Revised Standard Version of the Holy Scriptures.[9]

### Comité de literatura de defensa (c.1943 - 1969)
Este comité, (en inglés Defense Literature Committee) fue aparentemente establecido alrededor de 1943 para evaluar las posturas de los críticos de la Iglesia, incluyendo grupos separatistas, y plantear respuestas posiblemente como una continuación de algunos comités anteriores. Fue establecido con este nombre el 8 de julio de 1946.
Entre sus muchos proyectos se incluyen History and Teaching of "The Shepherd's Rod" (1955), The History and Teaching of Robert Brinsmead (1961), y dirigió y patrocino el exhaustivo estudio de Francis D. Nichol Ellen G. White and Her Critics.

### Comité de estudio de la Biblia e investigación (1952 - 1958)
Este comité (en inglés Bible Study and Research Committee) se estableció en el Concilio Otoñal realizado del 17 - 27 de septiembre de 1952. Su primer director fue el teólogo inglés Walter E. Read. En agosto de 1958 el comité, dirigido por Harry W. Lowe Secretario de Campo de la AG, fue reorganizado en:
- Subcomité de investigación bíblica (en inglés Subcommittee on Biblical Research).
- Subcomité de literatura de defensa (en inglés Subcommittee on Defense Literature).

### Comité de investigación bíblica (1969 - 1975)
En 1969 se unieron los subcomités de investigación bíblica (Biblical Research Committee) y el de literatura de defensa (Defense Literature Committee) y el nuevo comité fue designado Comité de investigación bíblica (Biblical Research Committee). Su primer director fue Willis J. Hackett, vicepresidente de la AG.
Los objetivos fundamentales incluían el explorar nuevas áreas de verdad bíblica, estudiar cuestiones de interpretación bíblica, revisar problemas de cronología bíblica, estudiar y analizar problemas de traducciones bíblicas, interpretaciones, ideas y teorías presentadas por laicos o académicos y preparar materiales apologéticos. Este fue un comité de estudio que no recibió autoridad final para hablar por la Iglesia en asuntos teológicos o doctrinales. El Comité presentaría sus recomendaciones y los resultados de sus estudios a los oficiales de la AG.

### Instituto de Investigación Bíblica (1975 - presente)
El Instituto de Investigación Bíblica (en inglés Biblical Research Institute) fue organizado en 1975 con los mismos términos de referencia que el Comité de Investigación Bíblica (Biblical Research Committee) enunciados en febrero de 1975.

## Directores
| Director                                    | Años          | Entidad                             |
| ------------------------------------------- | ------------- | ----------------------------------- |
| Walter E. Read                              | 1952–1959     | Bible Study and Research Committee  |
| Harry W. Lowe                               | 1959-1969     | Bible Study and Research Committee  |
| Gordon M. Hyde (luego de Willis J. Hackett) | 1969-1979     | Biblical Research Committee and BRI |
| W. Richard Lesher                           | 1979-1984     | BRI                                 |
| George W. Reid                              | 1984-2001     | BRI                                 |
| Ángel Manuel Rodríguez                      | 2001-2011     | BRI                                 |
| Artur A. Stele                              | 2011-2016     | BRI                                 |
| Elias Brasil de Souza                       | 2016-presente | BRI                                 |